# 臀斑手躄魚
臀斑手躄魚是輻鰭魚綱鮟鱇目躄魚亞目躄魚科的其中一種，為熱帶海水魚，分布於太平洋區，包括印尼、巴布亞紐幾內亞、新喀裡多尼亞及夏威夷群島海域，棲息深度59-137公尺，體長可達3公分，棲息在底層水域，生活習性不明。

## 扩展阅读
維基物種上的相關：臀斑手躄魚